# いすゞ・BU
いすゞ・BU系は、いすゞ自動車が1962年〜1980年にかけて製造・販売していた大型バスである。

## BU誕生まで

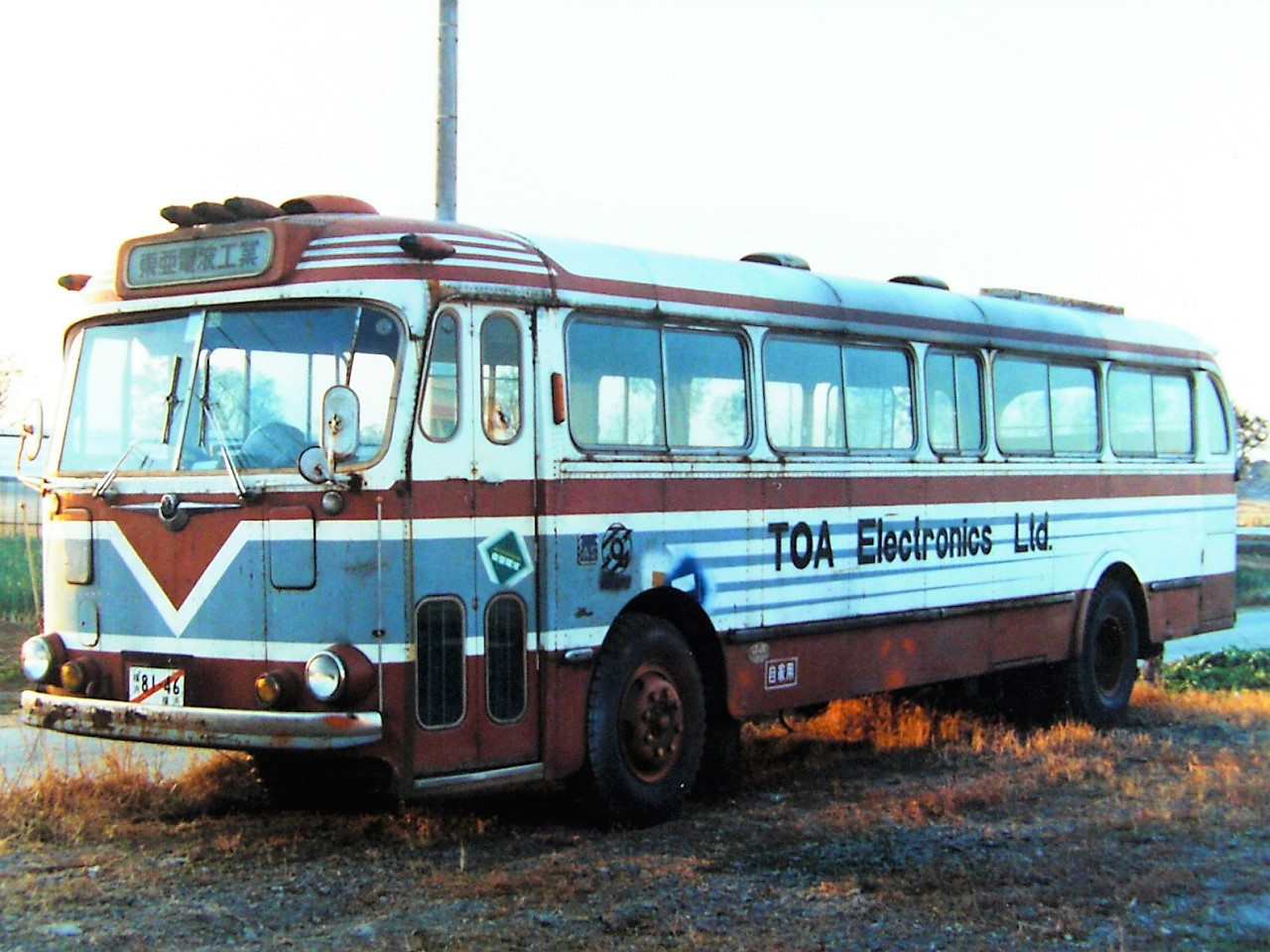
BU系の前身、BC系 BC151P
車体は富士重工・R11型、用途は自家用

戦後のいすゞ・BX型、BXD型ボンネットバス・キャブオーバー型バスよりも収容力の大きいバスとしてBA型大型9m級バスが開発されていたが、高度経済成長期にはより人員の収容力を増したBC型バスが開発された。

## 観光・高速系

### 国鉄向け試作車（1962年）
1962年、高速道路時代の到来に合わせ、DH100型ターボ付きエンジン(230ps)を搭載したBU20PA型が作られ、国鉄に納入された。BU20PA型は高速路線バスとして運用するための試作車で、日野車体工業の前身である帝国車体工業製の車体が架装された。翌年発売となるBU10、20試作車を基本としたものであった。

### 川崎丸型（オバQ）
1963年BU20Pを基本として、DH100H型ターボ付きエンジン、高速仕様のファイナルギア、エアブレーキ、渦電流式リターダを装備した高速仕様車BU30Pも設定された。このBU30Pにはいすゞ自動車と川崎航空機が軽量高速仕様車体として1961年より研究していた軽合金製の川崎丸型車体が架装された。この車体は後に「オバQ」と呼ばれる独特の流線型と固定窓が特徴であった。1965年にホイールベース5.2mのBU15が追加された。「オバQ」BU30Pの廉価版として鋼製車体、引き違い窓のBU15Pとして設定された。以降観光モデルについてはいすゞ・スーパークルーザー#1960〜1970年代前半までのいすゞ観光/高速バスを参照。
ユーザー側の希望により、日野自動車や三菱自動車工業のシャーシに川崎丸型車体を架装した例もあった。

## 路線・自家用系

### 第一世代（1963年〜1972年）
1963年（昭和38年）2月、BC系に搭載していたDH100型エンジンを水平化した予熱燃焼式DH100H型エンジン (190 ps) を搭載した路線用・観光用リアアンダーフロアエンジンバスとして登場した。ホイールベース5.0 mのBU10、5.5 mのBU20が設定され、エアサス車（型式末尾P）、ターボエンジン車 (230 ps) も設定されていた。車体は4灯式ヘッドランプが標準となり、BA以来と同一の標準車体である川崎航空機のほか、富士重工業、帝国自動車工業、北村製作所、京成自動車工業、西日本車体工業が架装を行った。
1965年（昭和40年）川崎航空機製の標準車体がモデルチェンジされ、雨どいが全周でつながった処理（はちまきスタイル）と、Hゴム支持の固定式立席窓をやめ、天地寸法の大きな2段式アルミサッシ窓を標準とする特徴的な姿となった。上窓は下降式で開閉可能な物が標準であったが、廉価版として固定式の物も存在した。この車体には観光・貸切タイプも設定され、オバQの「丸型」に対して「角型」と呼ばれた。
1966年（昭和41年）、マイナーチェンジによりホイールベース4.8 mのBU05が追加された。BU05はBA30とホイールベースは同一であるが全長は長く、エンジンも出力が高いものとなっている。
1967年（昭和42年）には経済性を追求した直噴D920H型エンジン (175 ps、9,203 cc) 搭載車（型式末尾D）、高出力型のE110H型エンジン (215 ps) 搭載車（型式末尾E）が追加された。同時にDH100H型エンジンも195 psに出力が向上された。うち直噴D920H型エンジンは、いすゞ大型標準路線バスとして普及したいすゞ・C系のCJシリーズの基本となる。
1969年（昭和44年）、BU05Dをベースに低床化を行った試作車を東京モーターショーに展示した。サスペンション構造の変更により床面高さを80 cmに抑えた。ボディは前面ガラスを平面2枚窓とし、方向幕・系統幕を一体化した横長の窓としたほか、前扉は左右に開くグライドスライドドアが採用された。翌年からBU06として量産された。
1970年（昭和45年）、高出力型は直噴E120H型エンジン (250 ps) を搭載し、型式末尾がKに変更となった（型式末尾Eは廃止）。

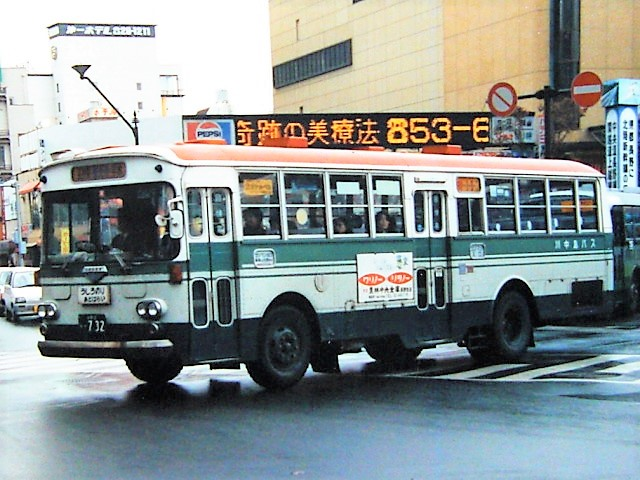
BU10 川中島自動車 川崎路線タイプ車体
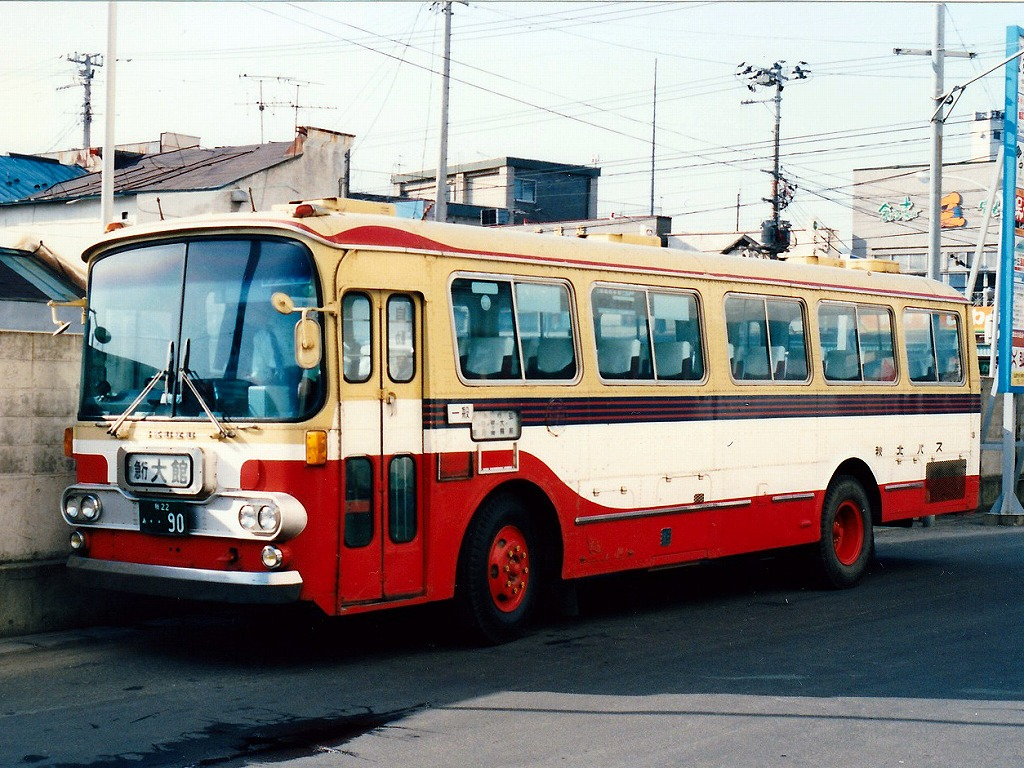
BU10KP 秋北バス 観光タイプ車体の路線車
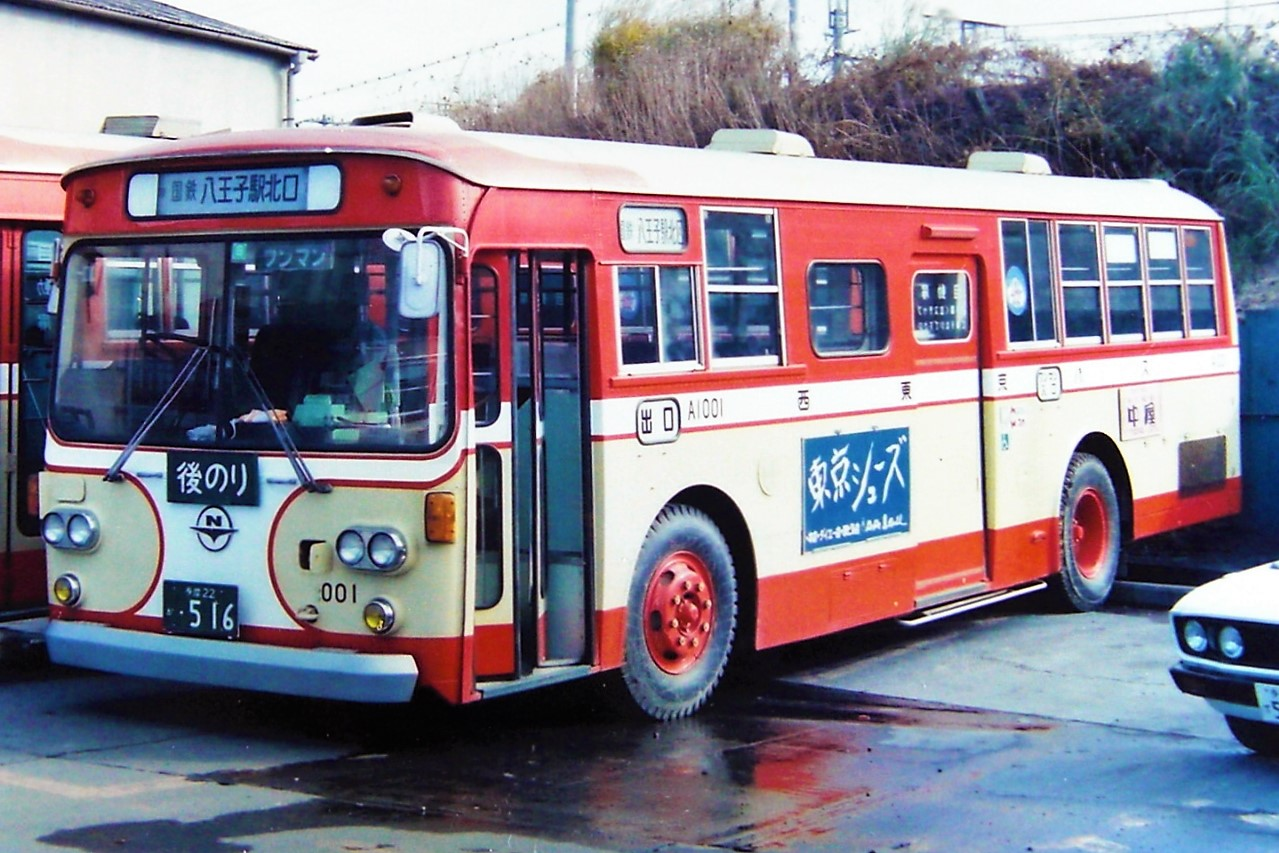
BU06改 西東京バス
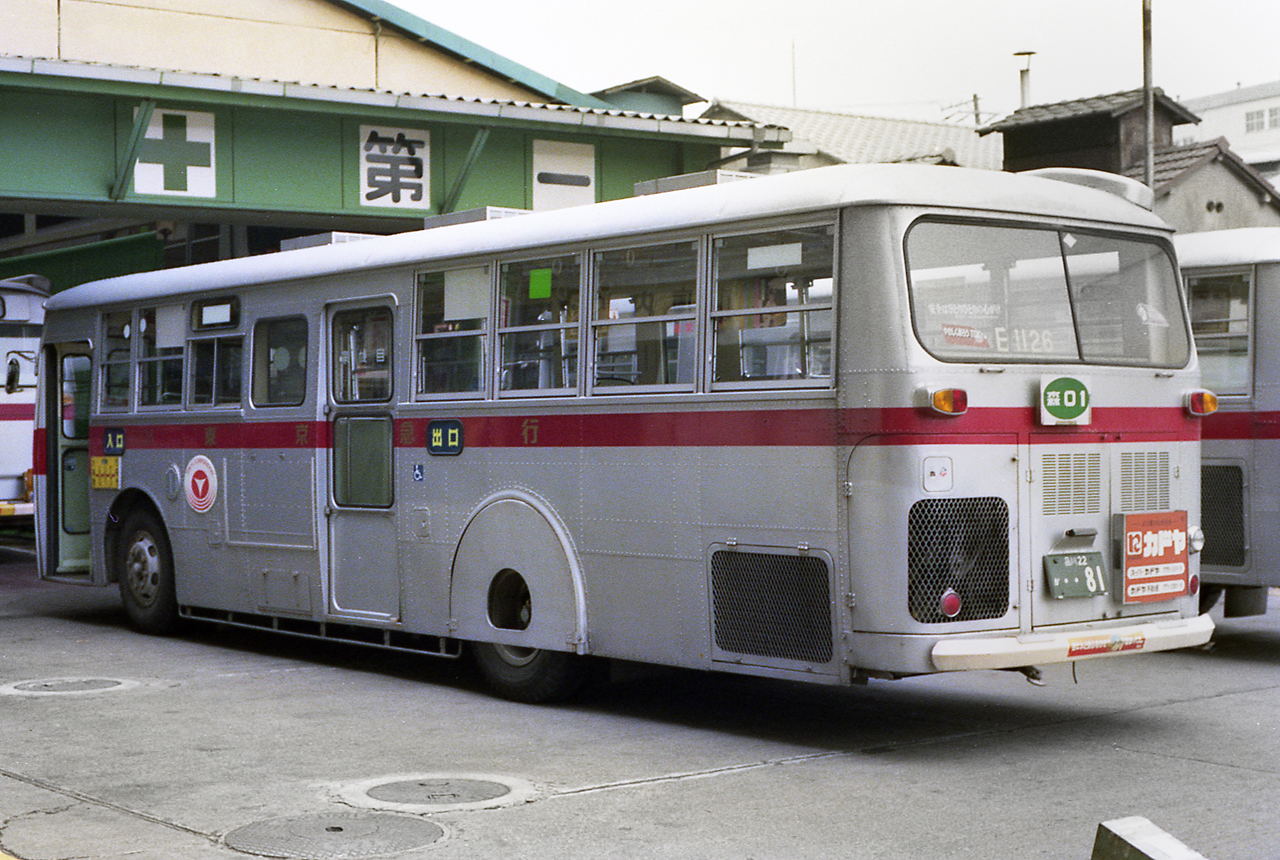
BU06D 東京急行電鉄（撮影当時）
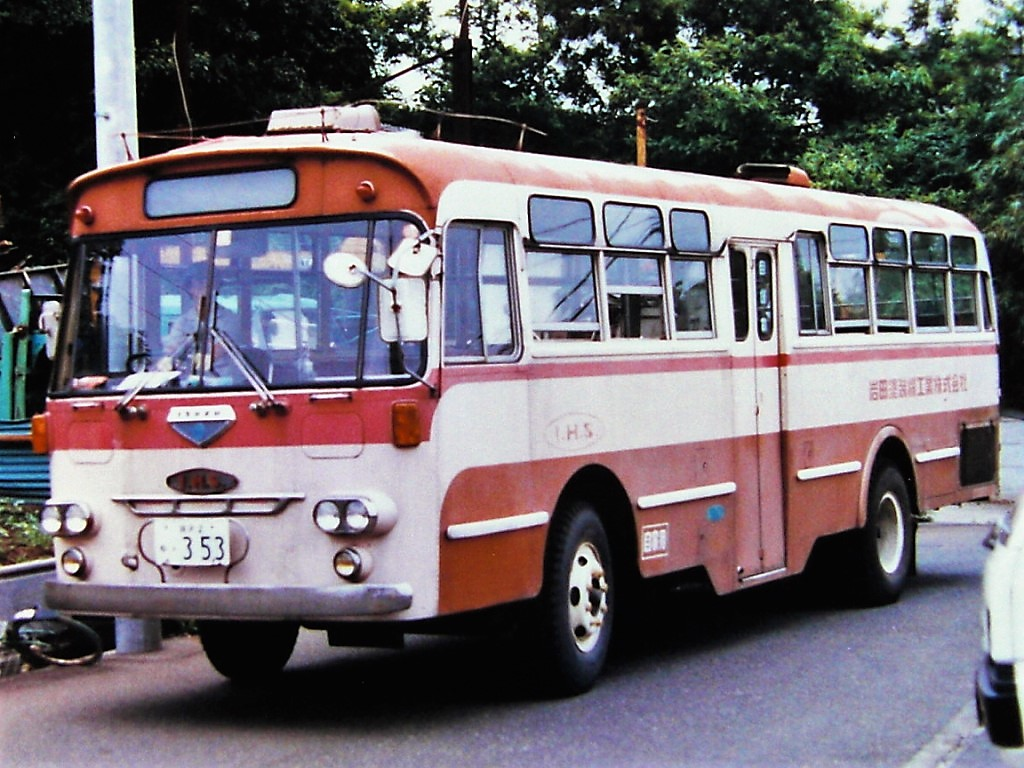
BU05D 自家用 富士重工車体
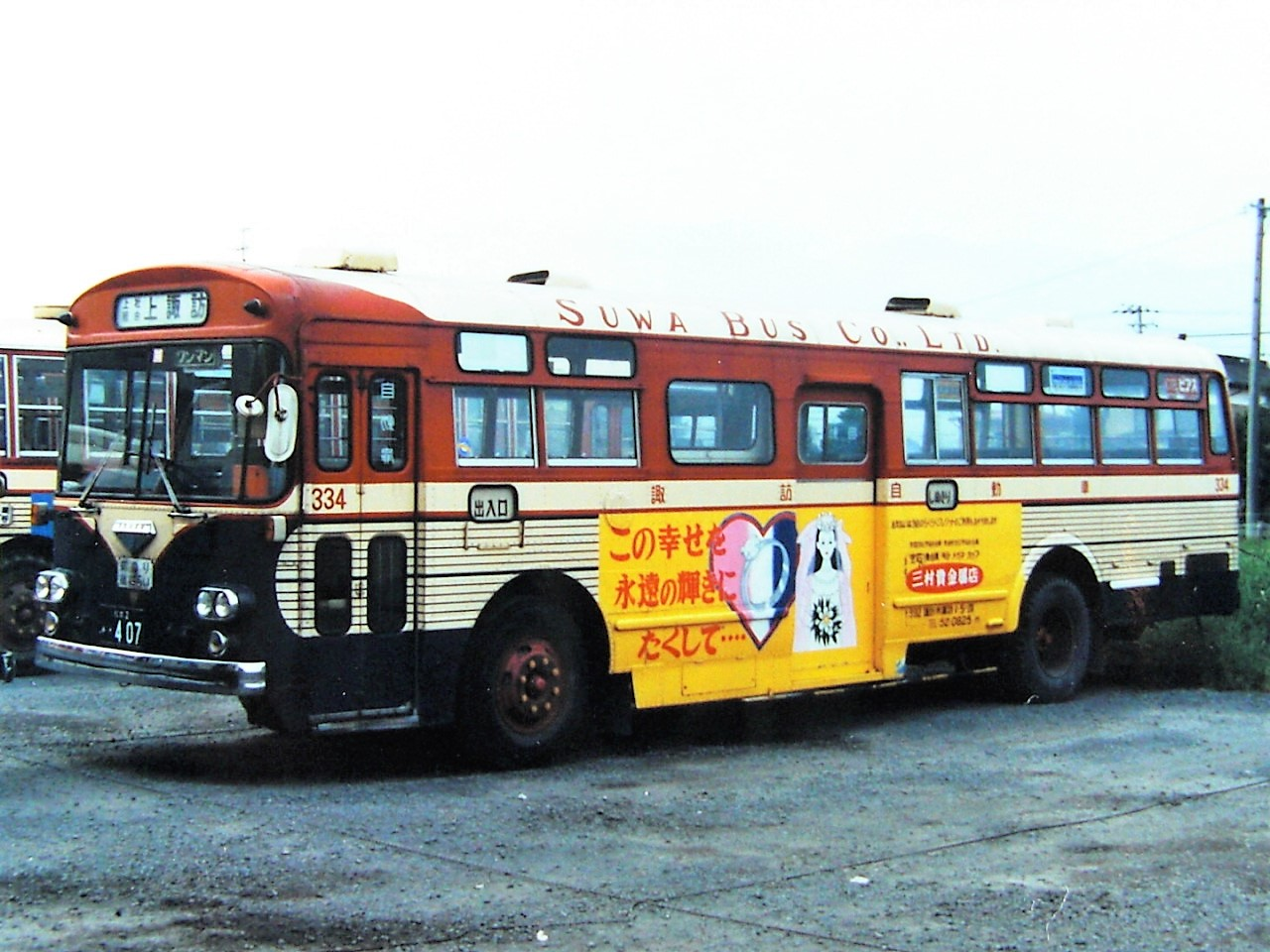
BU20 諏訪バス 北村製作所路線タイプ車体
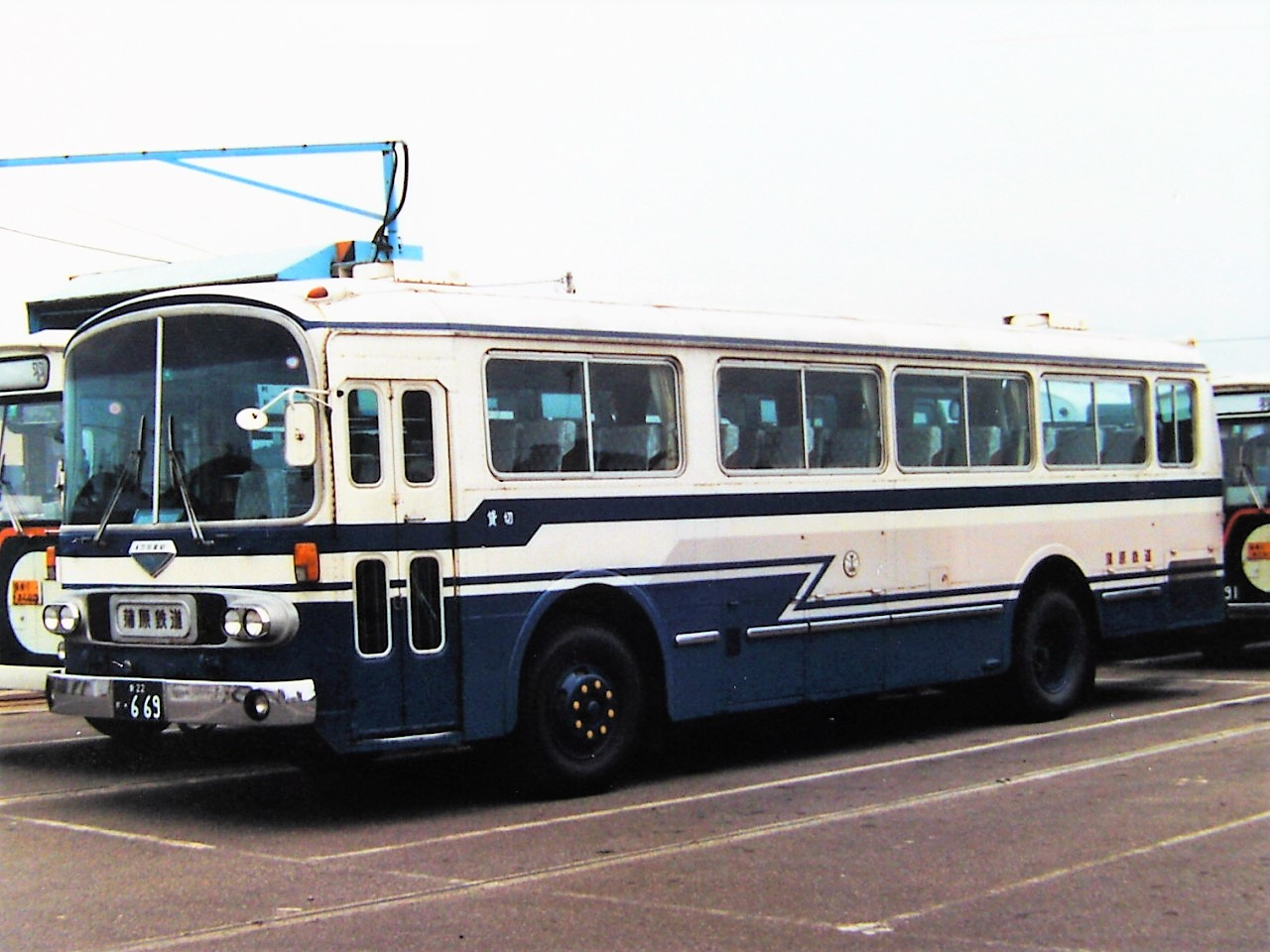
BU10KP 蒲原鉄道 北村製作所観光タイプ車体
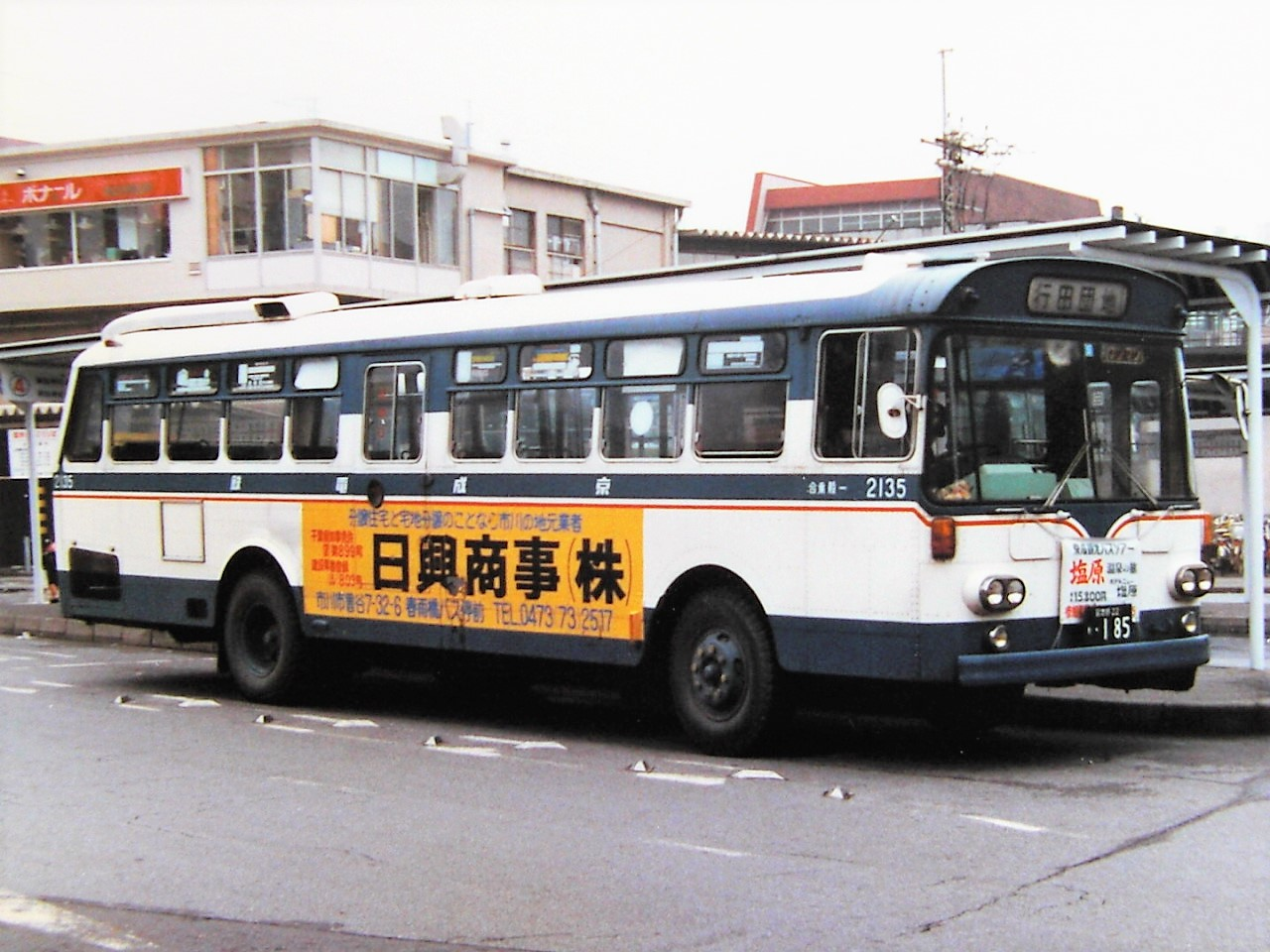
BU10　京成電鉄 京成自工車体

### 第二世代（1972年〜1980年）
1972年、車種の整理・追加とボディの変更を行った。軸重バランスの改善のため、全長とホイールベースは変わらずにフロントオーバーハングが長くなった。また、E120Hエンジンを260psに出力向上した。BU05とBU06は集約統合され、BU04となり、新たにホイールベース6mのBU35が追加となった（BU35を導入した事業者は奈良交通や、東京ベイシティ交通などに限られた）。
標準架装の川崎航空機のちの川重車体工業は1969年の低床試作車と同様の前面スタイルを採用し、後面も屋根までの大型の平面二枚窓とした。後面方向幕を装備する場合は小型の平面2枚窓とした。なお車体前面の平面窓は1976年に曲面ガラスも選べるようになった。制作期間中、安全視野の確保のために扉窓ガラスのサイズ変更のほか、1975年までは後面左側にエンジンを冷やす回転ファン用の金網が設置されていたが騒音規制対策により閉じられたり、当時求められていた路線車両の冷房化と前面の大型方向幕化への対応、低床化（型式末尾V、製作後期に刻印）も各架装車体会社共通に試みられた。なお川重車体工業製の標準床は前面の牽引フックが横向きであるのに対し、低床は前面の牽引フックが縦向きである（積雪の多い地域は別）。

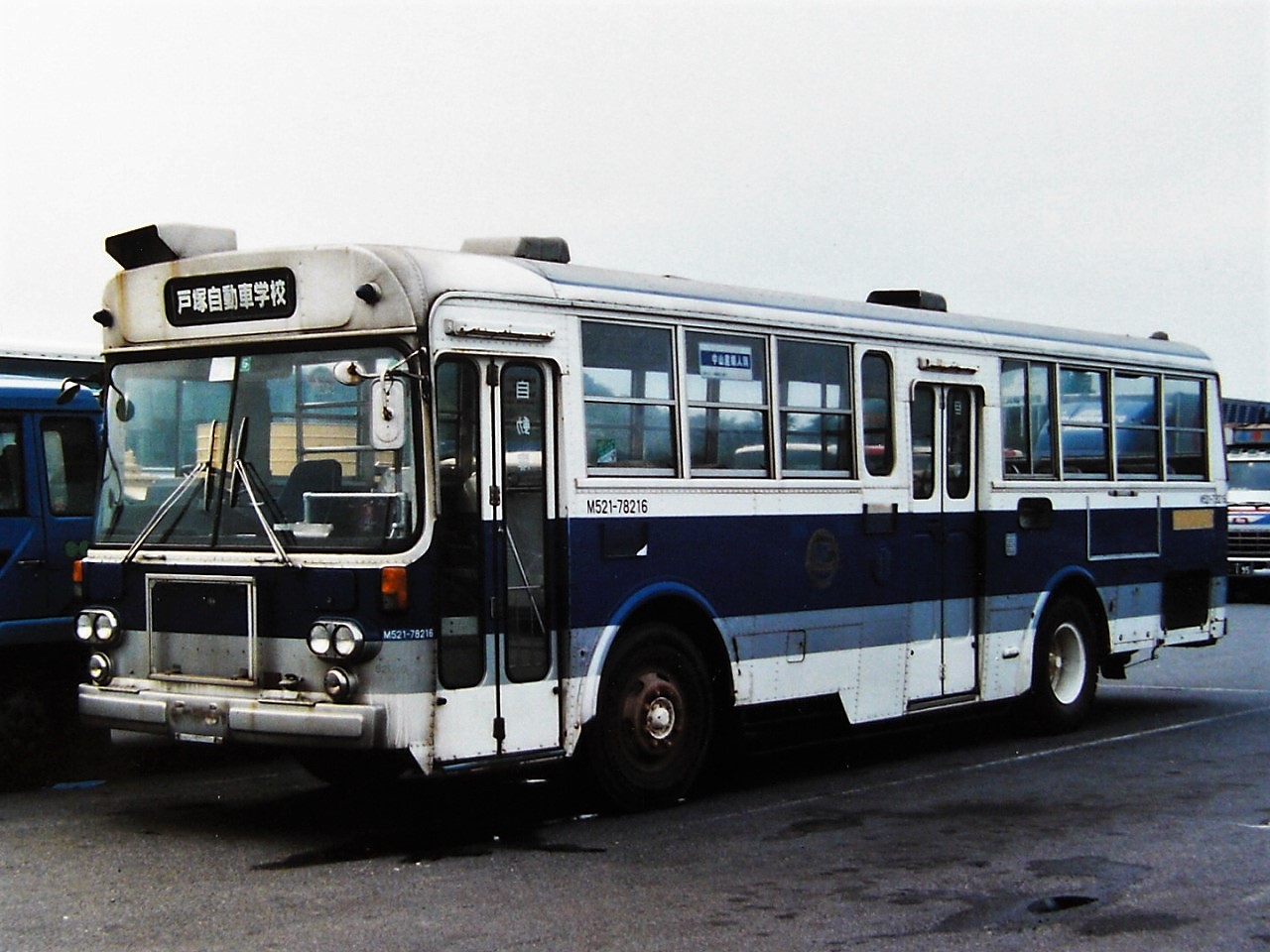
C系試作車体のBU04(1978年式)
JRバス関東

川重車体架装車のうち、1978年に当時の国鉄バスに納入された数台のBU04は、1980年以降のC系の試作車体で、正面方向幕周りの処理が量産タイプと異なる以外はC系とほぼ同形態である。
観光タイプのボディは1973年に前面が傾斜した73SC型に変更になった。バンパー左右が上方に張り出してヘッドライトを囲む独特のデザインであった。
標準架装の川重車体工業以外に、富士重工業、西日本車体工業、北村製作所製車体があり、国鉄バスのように日野車体工業の車体を採用した事業者も僅かに存在した。
1980年、後継のC系発売にともない生産終了となった。
- 川崎航空機/川重車体工業

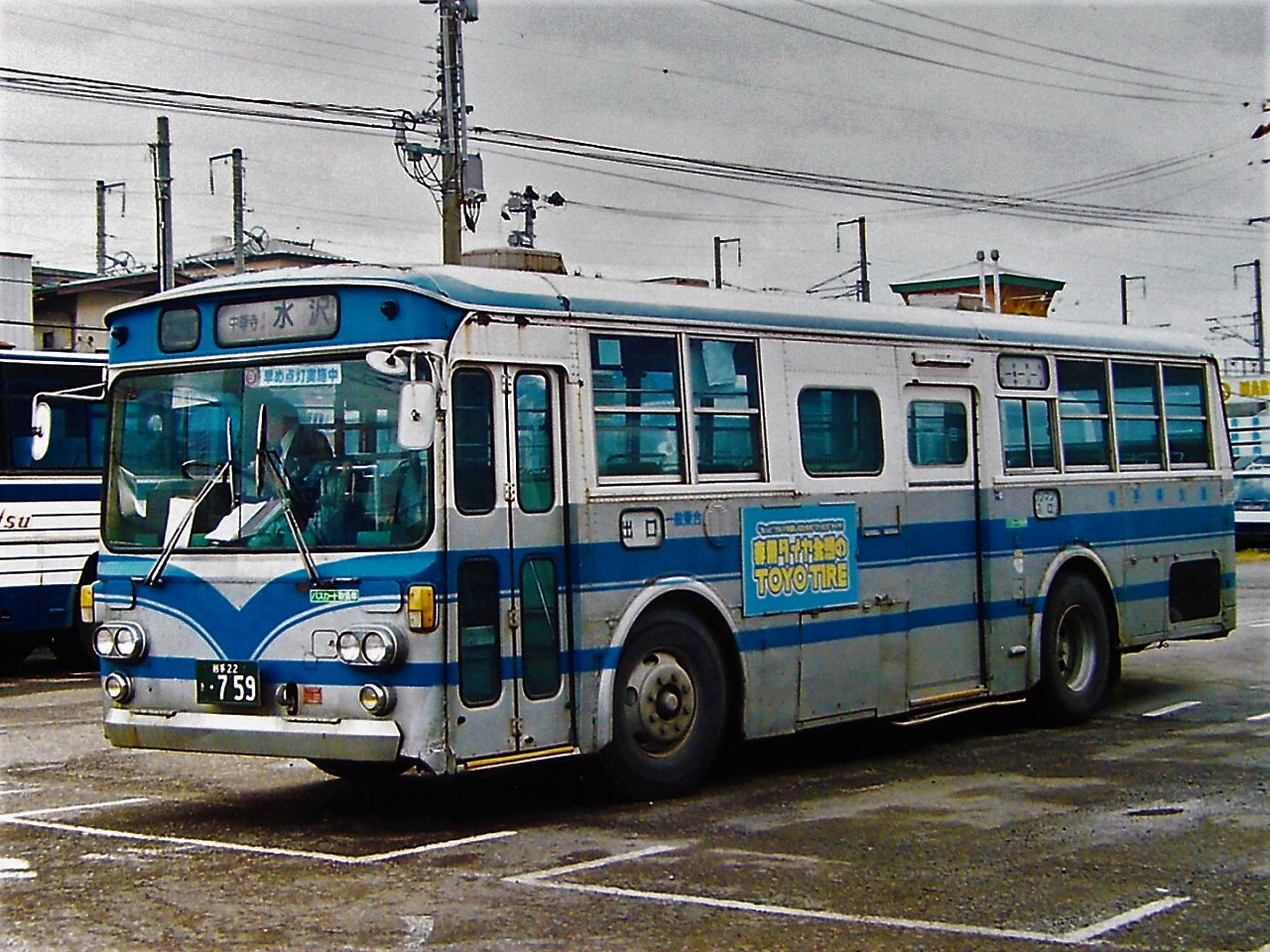
BU04 岩手県交通
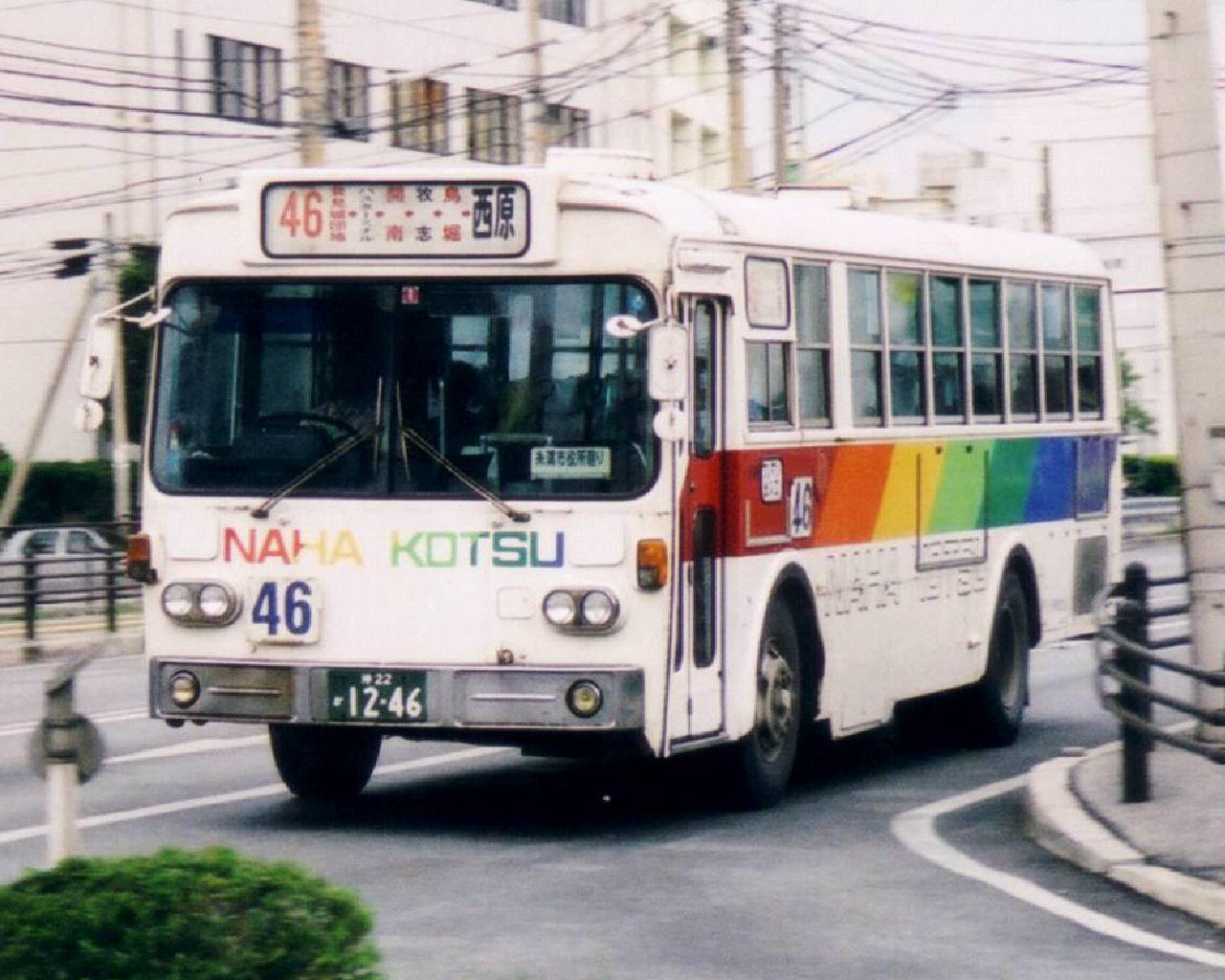
BU04 那覇交通（現・那覇バス）
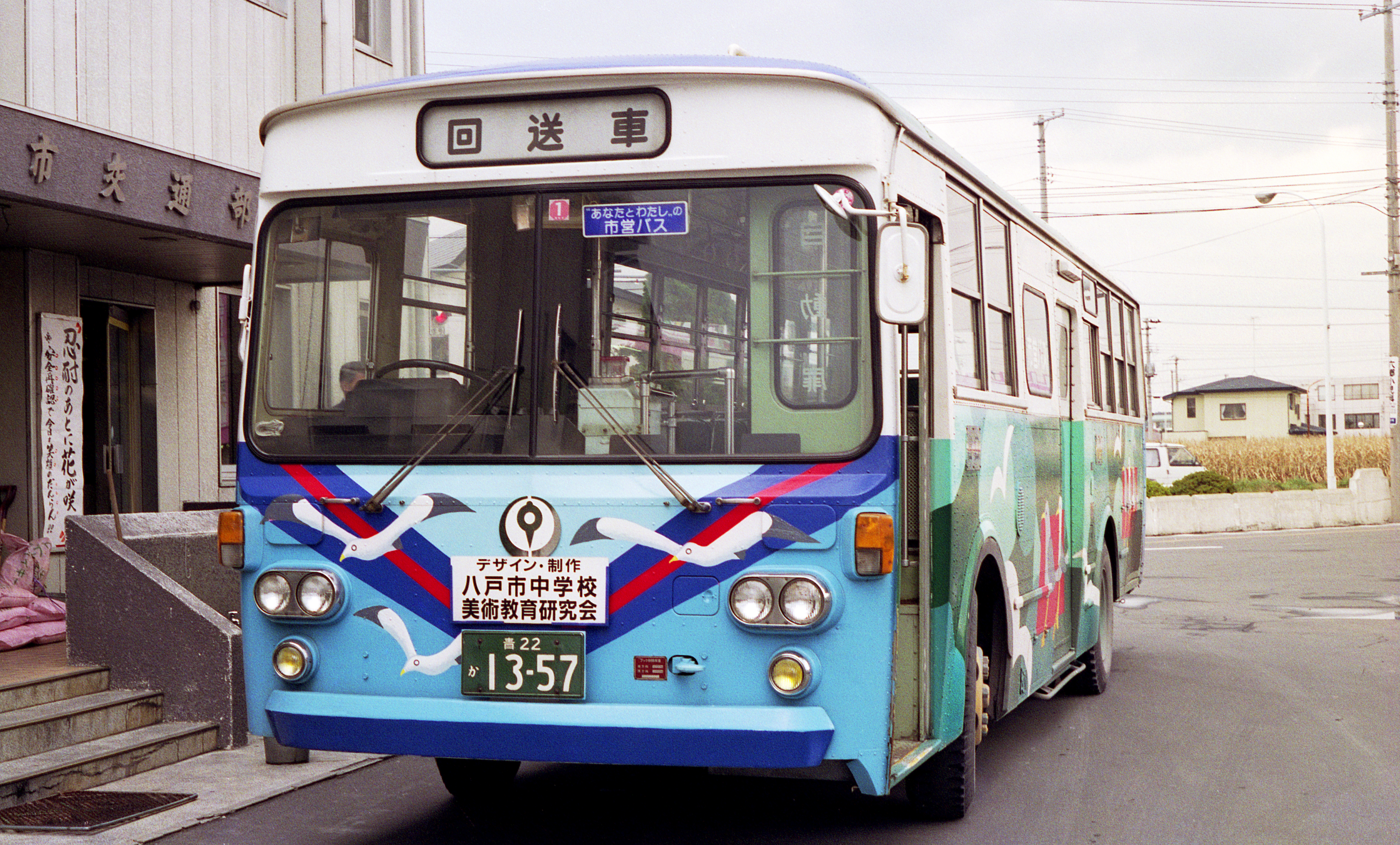
BU04 八戸市営バス ペインティング塗色
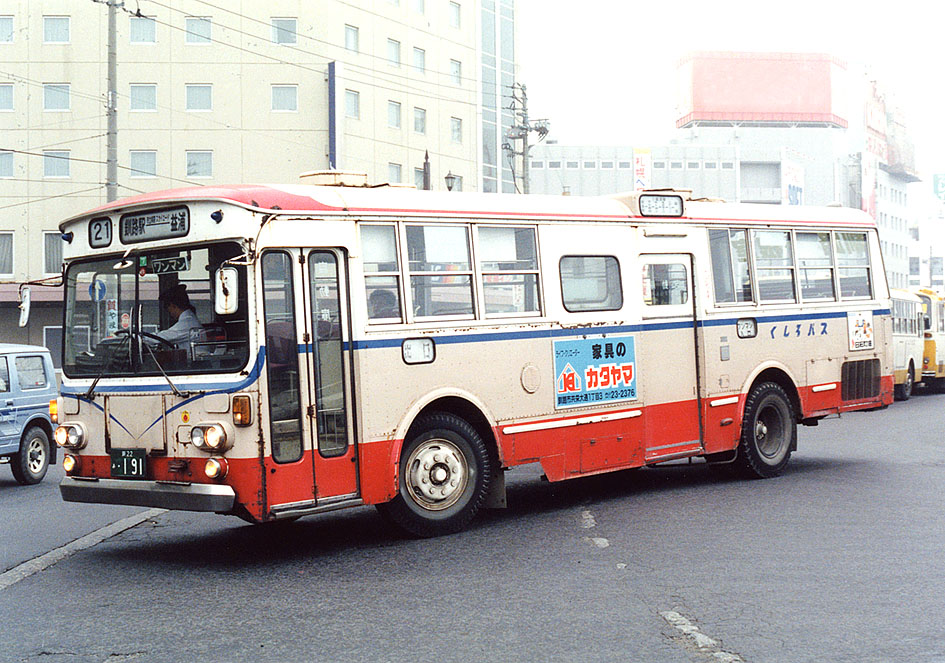
BU10 くしろバス 旧東邦交通色
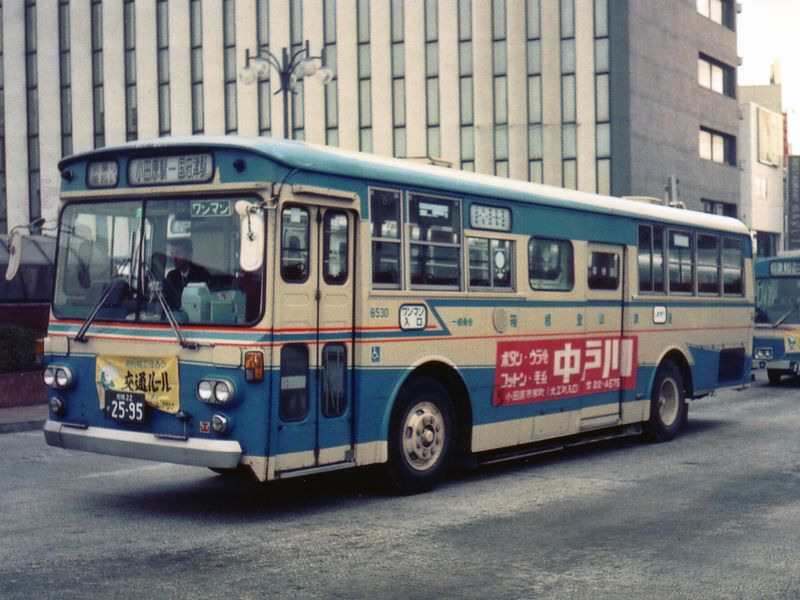
BU10D 箱根登山バス
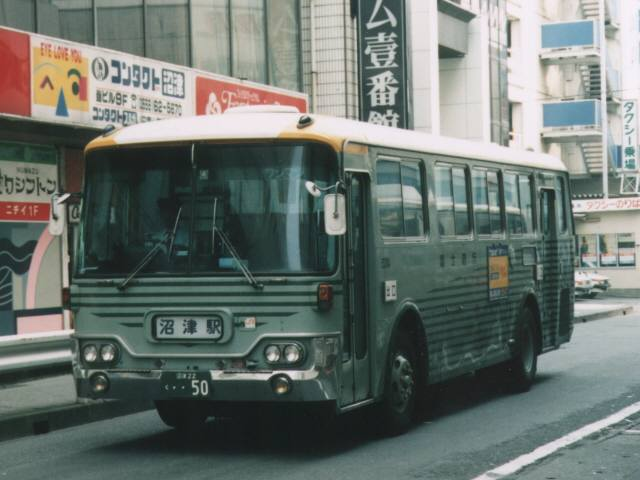
BU10K 富士急行 観光タイプ73SC型ボディの路線車

- 富士重工業

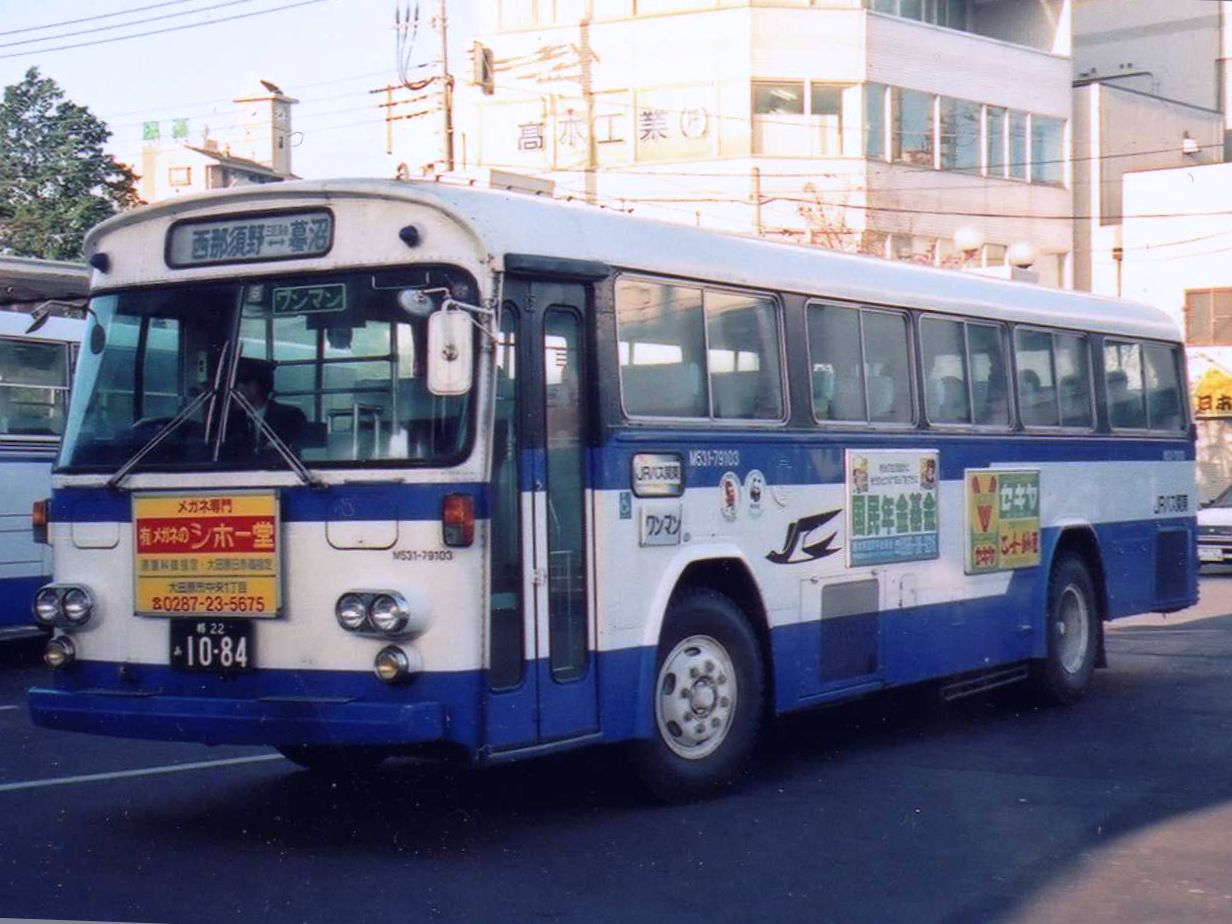
BU10K FHI-13型 JRバス関東
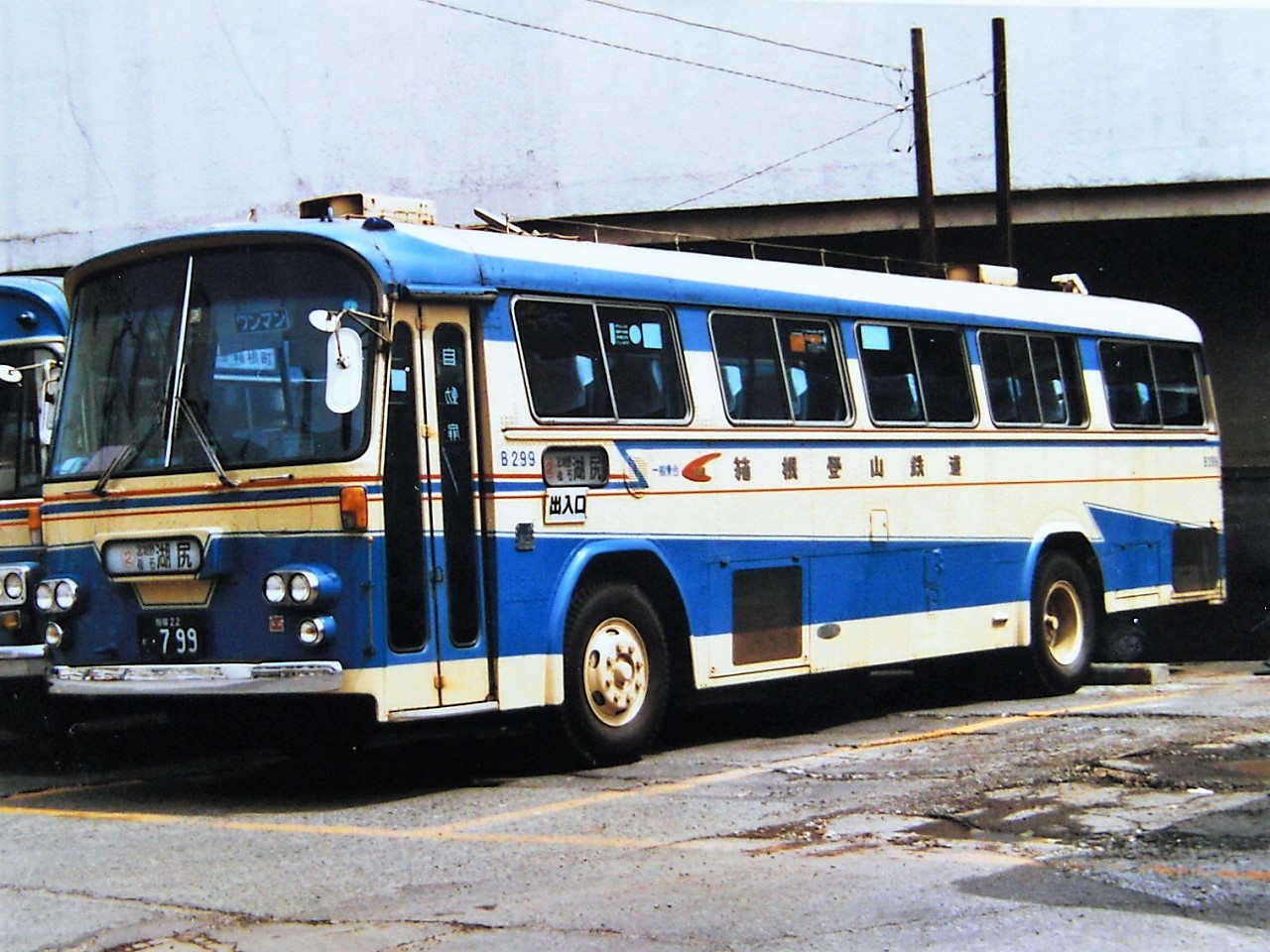
BU15KP R13B型 箱根登山鉄道
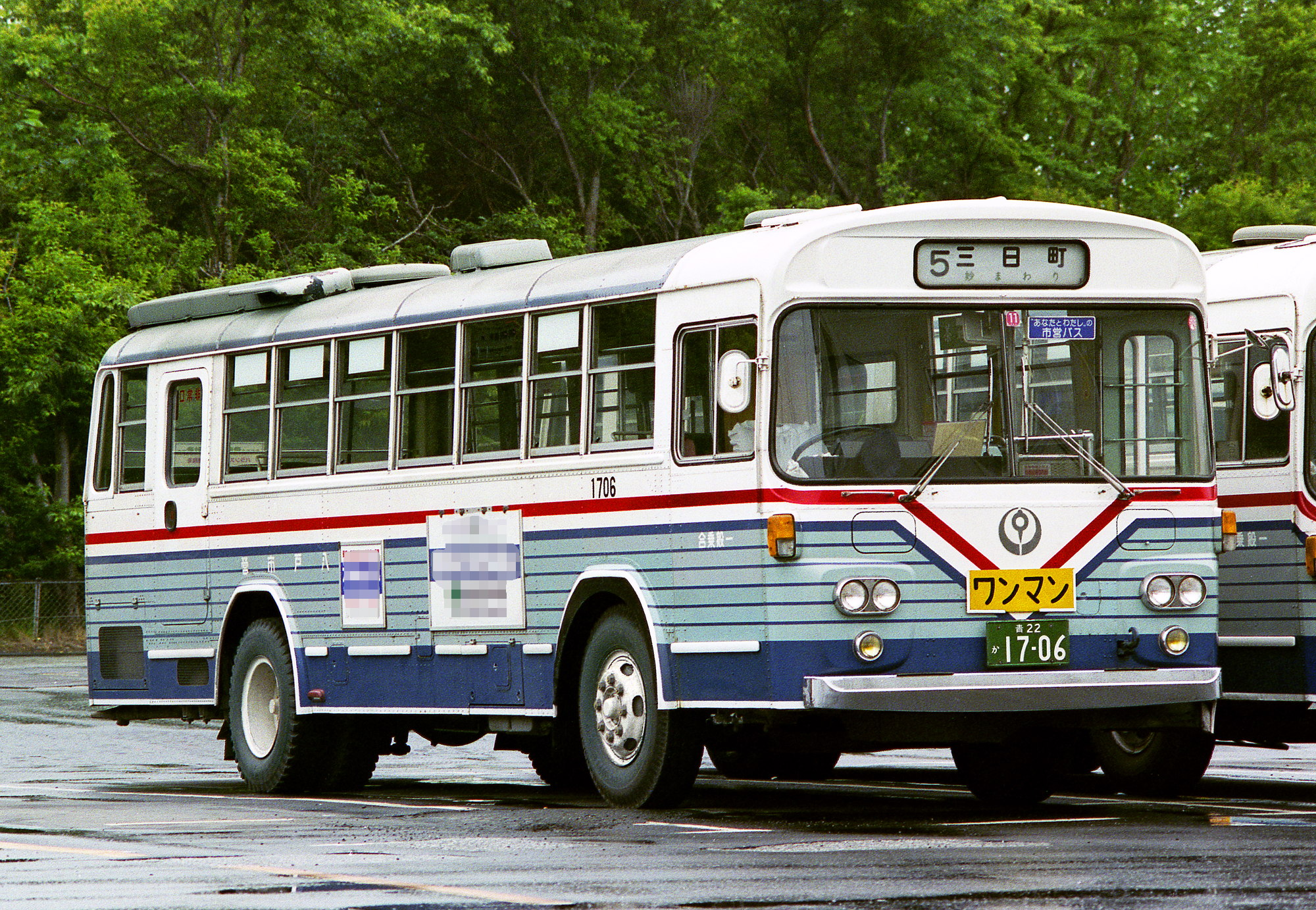
BU04 FHI-13型E 八戸市営バス
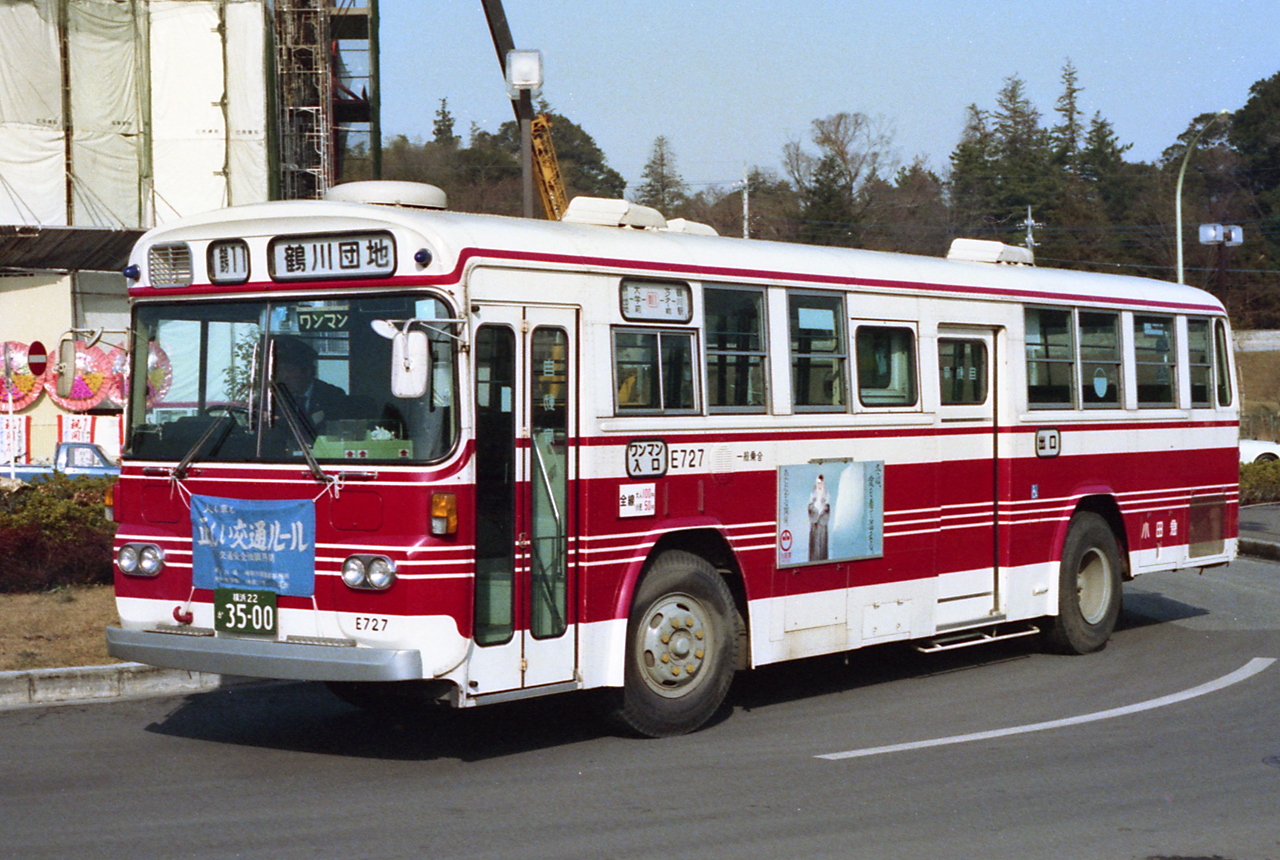
BU15K FHI-13型E 小田急バス

- 北村車体

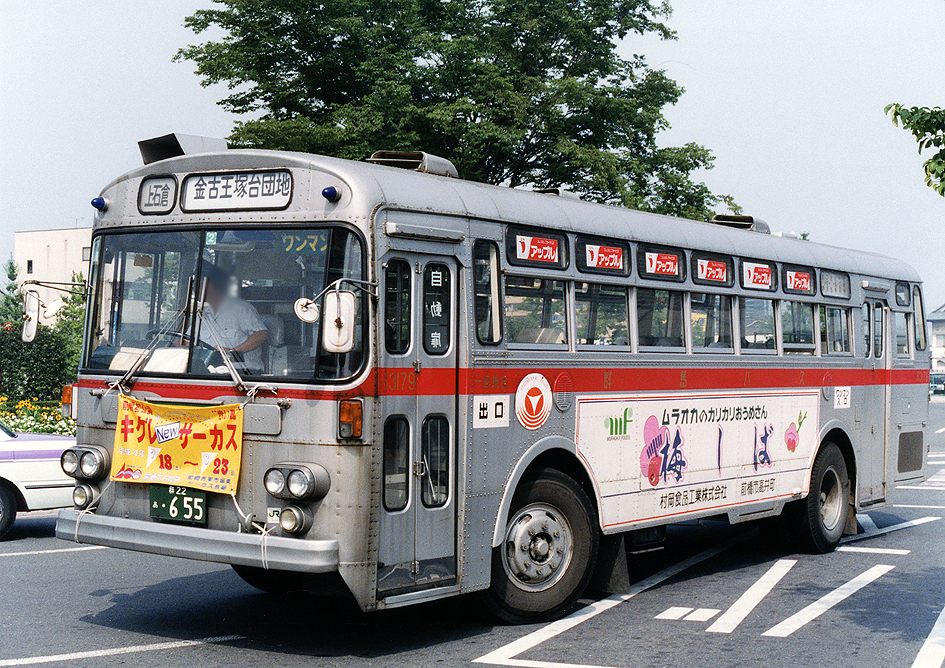
BU10 群馬バス バス窓
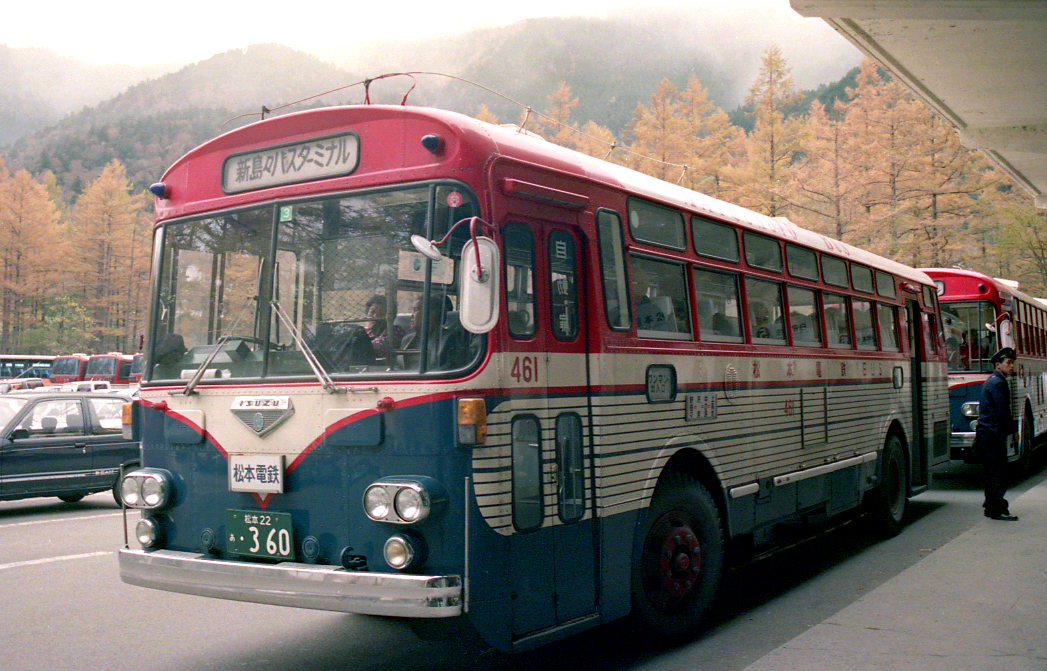
BU10K 松本電気鉄道 1974年式まではバス窓
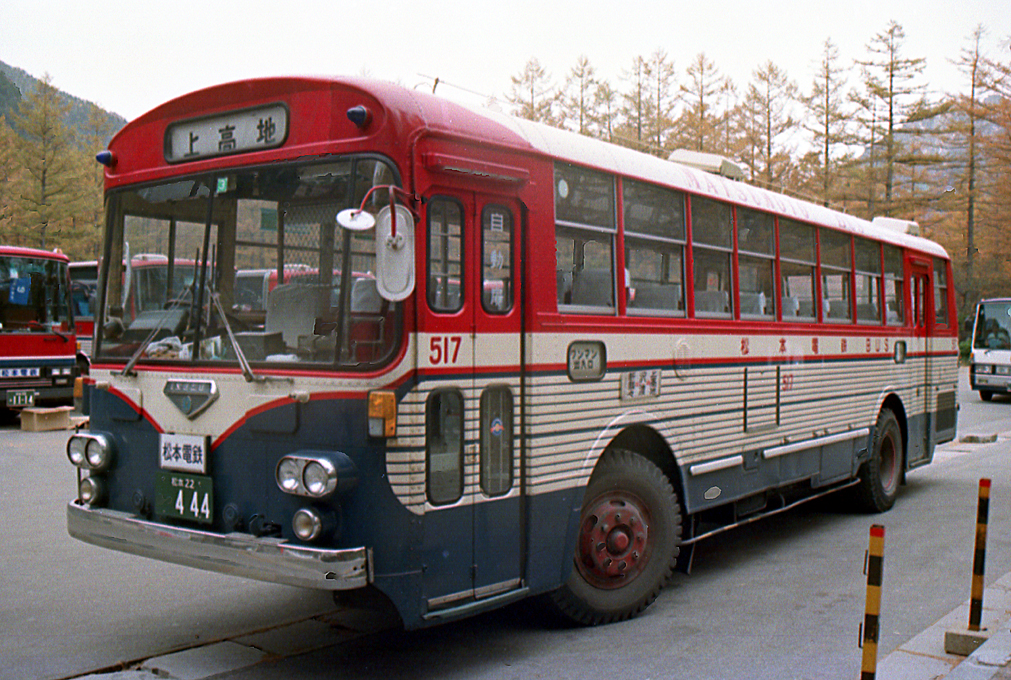
BU10K 松本電気鉄道 1975年式以降はアルミサッシ化
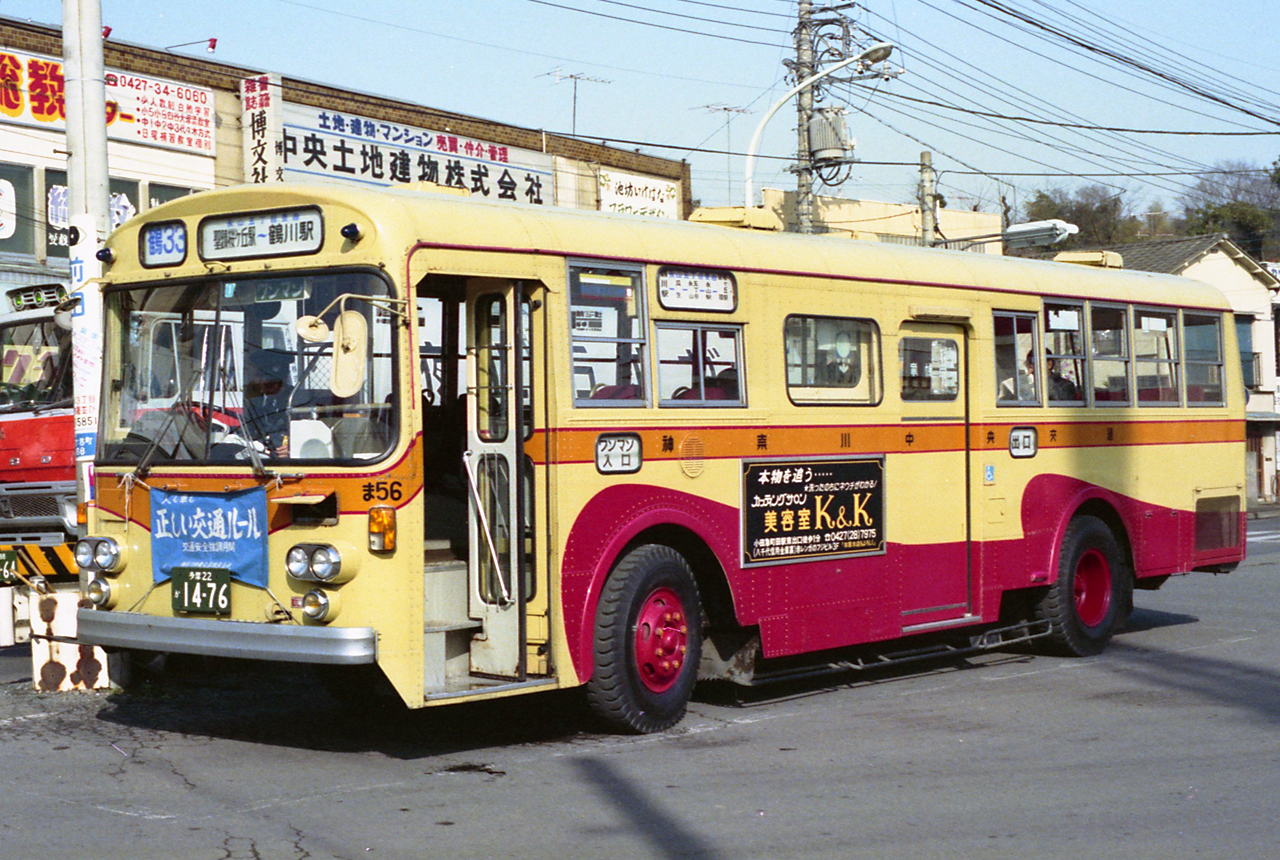
BU10D 神奈川中央交通

- 日野車体

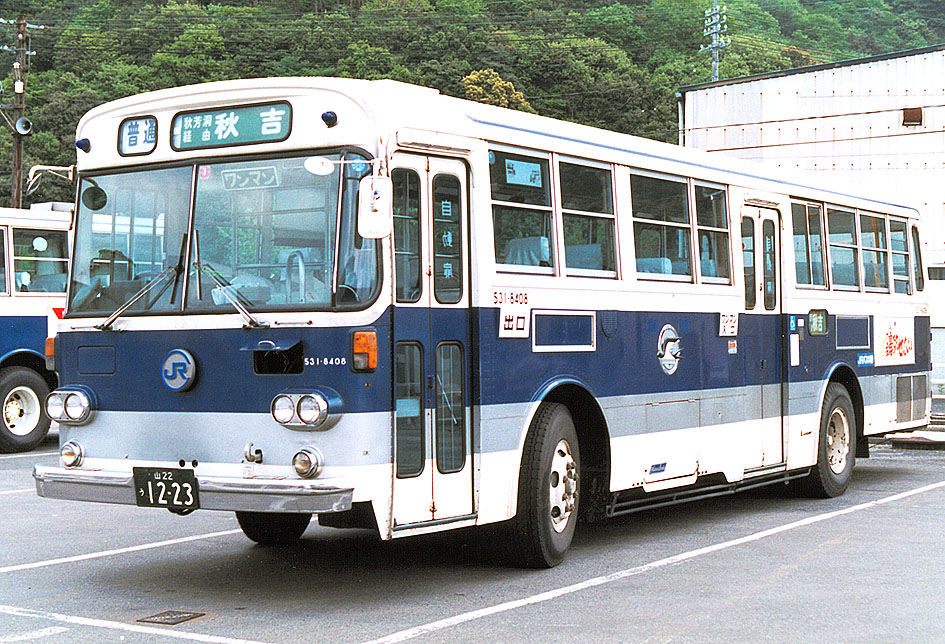
BU10 中国JRバス
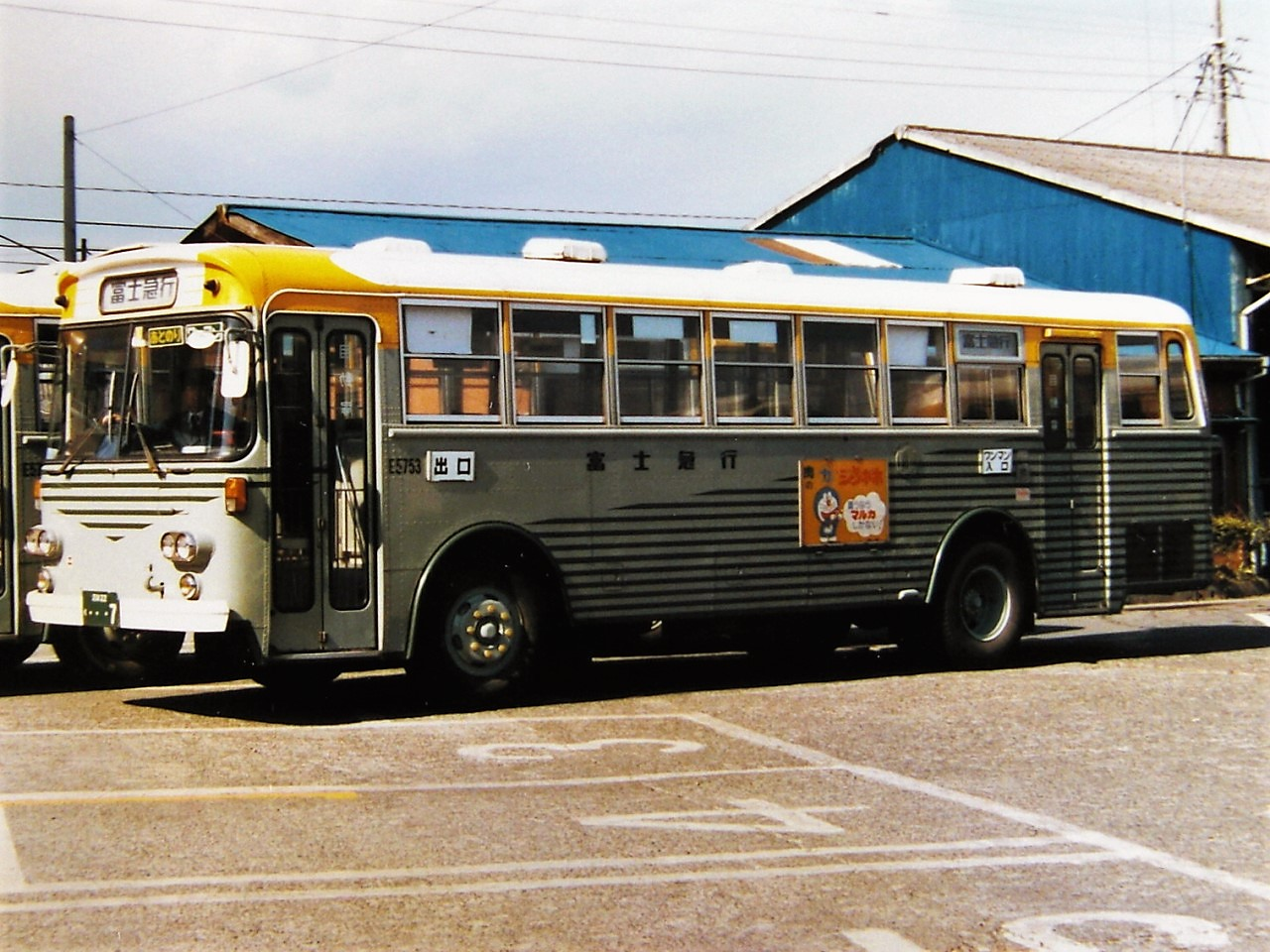
BU04D 富士急行

- 西日本車体

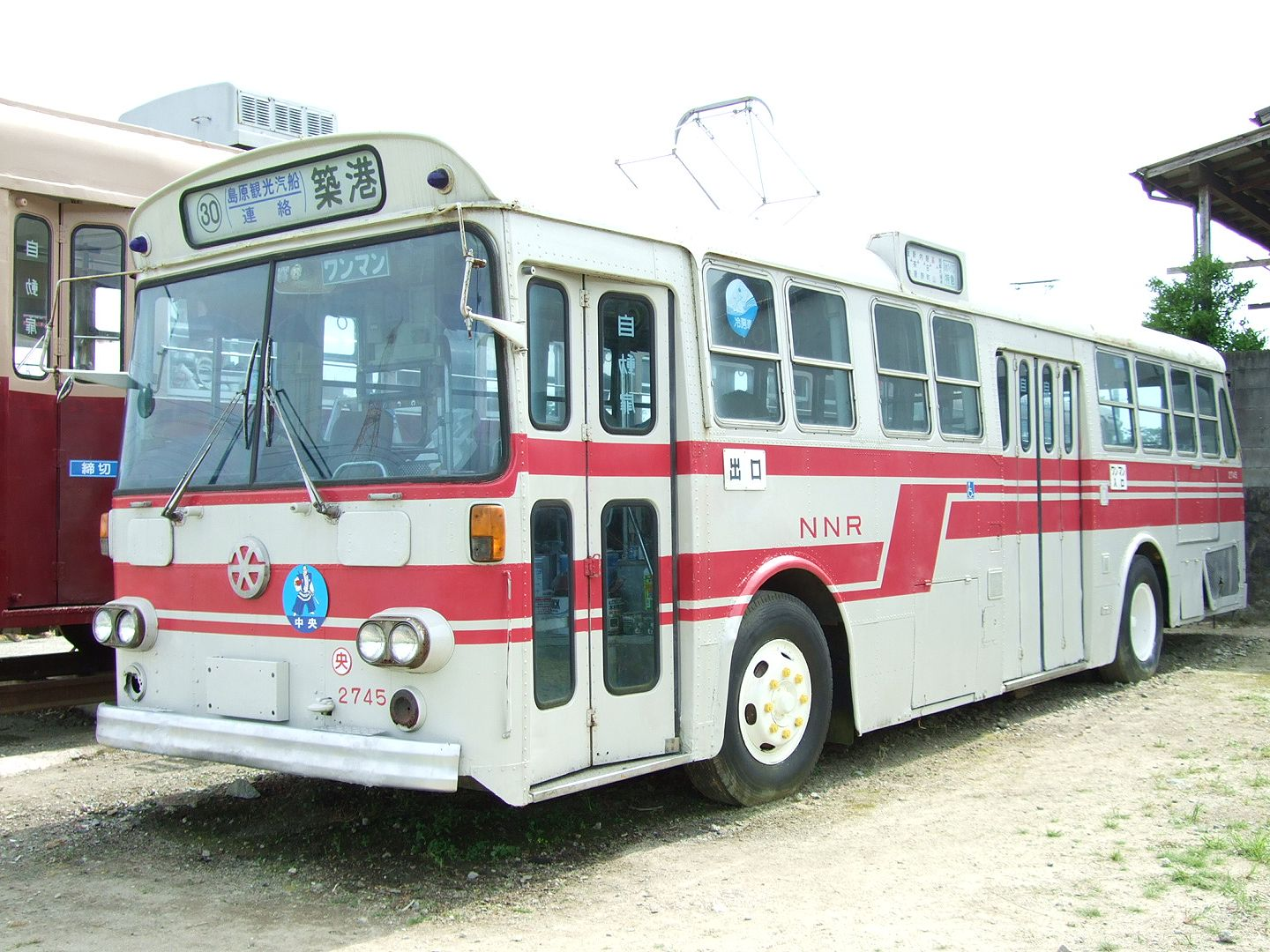
BU15 66MC 西日本鉄道 ※保存車両
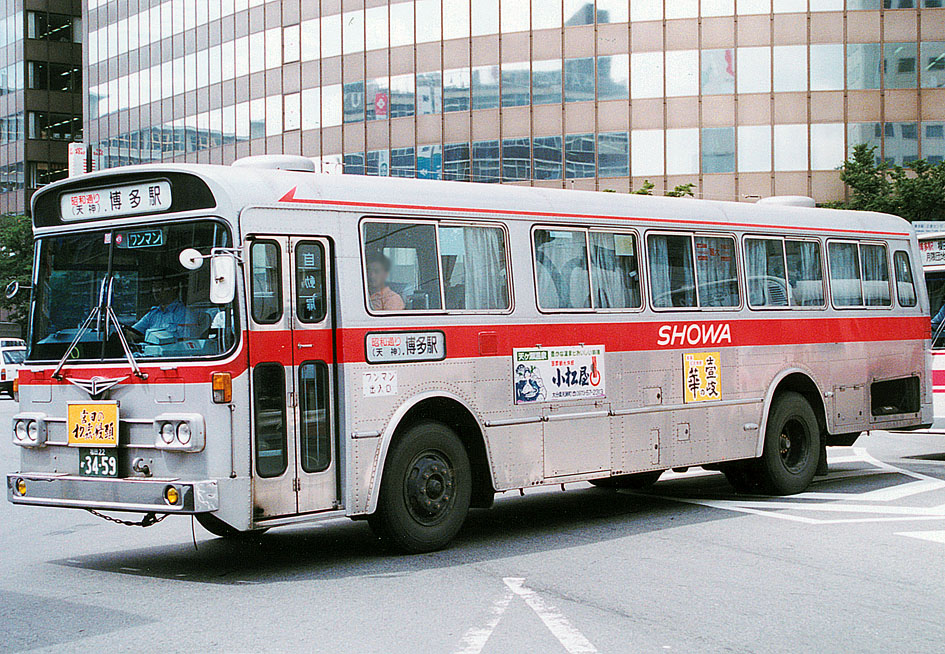
BU15KP 78MC 昭和自動車

### 公的保存車両
東京板橋区の板橋交通公園で元都営バスの1975年式のBU04V（G-C457号車・大塚営業所）が展示されている。また、大田区の荻中公園にも同型車（E-D460号車・小滝橋営業所）が都電7500形（7502号車）とともに展示されていたが、展示状態が大変悪かった（多くの部品が撤去されている）。同車は2006年頃に都電とともに撤去された。

### 企業体保存車両
最後の現役車であった元国際興業バス/岩手県交通の1980年式BU04は、更新工事により2006年3月26日に埼玉スタジアム2002でのイベントで展示された後トミーテックに引き取られ、栃木県壬生町のおもちゃのまちに保存された。2023年に国際興業に再譲渡され、再生工事を経た後営業ナンバーを取得した。国際興業バス飯能営業所に所属しており、一般営業車両としては使われないが、2024年2月22日のお披露目を皮切りに、イベントなどで活用されている。

## 電気バス（EU05型）
1972年（昭和47年）、排出ガスや騒音による公害の抑制のため、いすゞ自動車、川崎重工業、富士電機、住友重機械工業、新神戸電機、湯浅電池が共同で開発した。航続距離を伸ばすため、サイリスタチョッパ制御とし、回生ブレーキも採用して電力消費を抑制した。また、使用済み電池と充電済み電池を3分で交換する大掛かりな装置も考案された。BU05をベースとした2台が大阪市交通局に納入されて、「あおぞら号」と名付けられて運行された（バスの塗装も独自のものであった）。走行音が小さく、バスの接近が気づかれないほどであった。バッテリーのコストが高いことなどから後継車はなく、1982年（昭和57年）に廃車となった。

## ハイブリッドバス（EHCK480型）
1972年（昭和47年）、電気バス同様に排出ガスや騒音による公害の抑制と、電気バスの航続距離延長のため、いすゞ自動車、川崎重工業、富士電機、古河電池、東京都交通局の共同開発により、4台が製造され都営バスの大塚営業所と深川営業所に2台ずつ配属のうえ運行された。BU05をベースに3.3 Lディーゼルエンジン（43 ps）で交流発電機（27 kVA）を駆動し、クラッド式鉛蓄電池（420 V）に蓄電し、直流直巻モーター（158 kW）を駆動した。発電は効率が良く排気の少ない状態での定回転で行い、負荷の少ないときは電池のみで運転するシリーズ式とした。また、減速、制動時には回生ブレーキとして蓄電することで電池の消費を抑制していた。イニシャルコストが一般のディーゼルエンジン車の3倍であること、蓄電池が1年程度で寿命となることからランニングコストが4倍であることなどにより、実用は困難であるとの結論となった。1976年（昭和51年）に2台が部品取りとなって運用を外れ、1978年（昭和53年）には全て廃車となった。

## 空気圧縮機（エアコンプレッサ）
乗降停車の際に、扉を開閉操作し時間がたつと、「ポンポンポンポン・・」という音を発生させる。これは空気圧縮機（エアコンプレッサ）によるもので、DH100H型エンジンを積載する標準のBUと直噴D920H型エンジンを積載するBU-Dの2車種だけの特徴である。なお高出力型直噴E120H型エンジンを積載するBU-Kは、コンプレッサが異なるためこのような音は発生しない。

## シフトレバー
大型ディーゼル車両では2速発進が基本とされているが、かみ合いを緩衝調整するシンクロメッシュが、3速以降に設定されているため、発進時のレバー操作にひと工夫を要した。これは後継のいすゞ・C系にも共通している。
またシフトノブに、オーバードライブ仕様車は“OD”と、直結ギア仕様車は“5”と刻印（運転席付近またはメータパネル左下部にもシール貼付）されている。

## ギア比

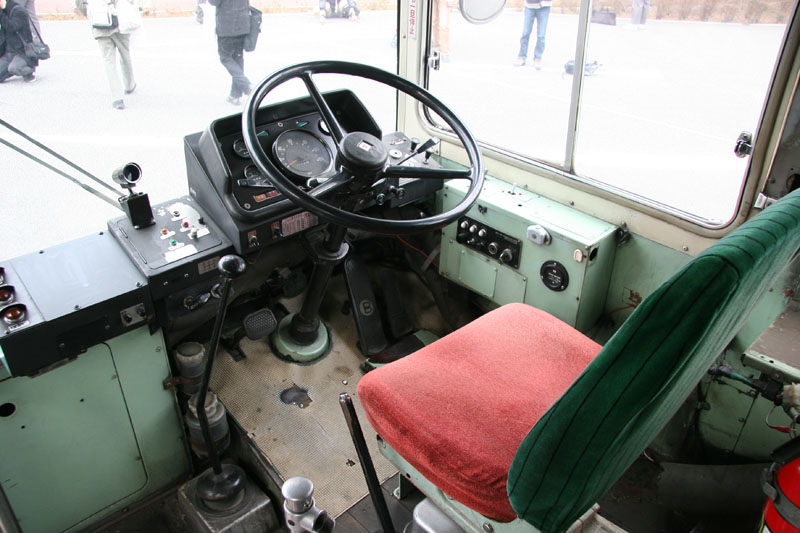
BU04の運転席
バッテリーのインジケーターがオレンジ色になっている。

OD(オーバードライブ付き)仕様—高速・燃費性能重視
一速:5.285
二速:3.195
三速:1.739
四速:1.000
五速:0.738
後退:5.005
DD(直結ギア)仕様—加速・登坂性能重視
一速:5.687
二速:3.438
三速:1.871
四速:1.330
五速:1.000
後退:5.385
※標準の終減速比は5.571
なお、東京都交通局・小田急バス・東京急行電鉄（現・東急バス）・国際興業・京浜急行電鉄(現・京浜急行バス）大阪市交通局（現・大阪シティバス）等の事業者では、基本がオーバードライブ付きながらも2速目・3速目が直結ギアと同じギア比のいわゆる「加速重視オーバードライブ」仕様なるものを採用していた時期があり、ギア比の選択によってとりわけ“車内走行音の音色”が異なる。この例は後継の車種であるCJ・CL系にも見られる（※ただし東京都交通局ではCLM系では標準型のOD付5速仕様に、大阪市交通局ではCJM系ではDD(直結ギア)仕様に変更されている。また東急ではCJM系では直結、標準OD、加速重視ODの３種が混在し、京急、国際興業では、BU、CLM系において標準のOD付5速と、加速重視ODの2種が混在している。）。

## 第二世代BU 補足
- 基本はリーフサスペンションで、エアサスペンションは第一世代と同じ（型式末尾P）。
  - 低床（型式末尾V)と同じく、型式には先に積載エンジンが優先して名づけられる。
- 全長は以下のとおりに適用される（単位はcm）。
  - 1000 cm BU04相当
  - 1050 cm BU10相当
  - 1075 cm BU15相当
  - 1100 cm BU20相当
  - 1200 cm BU35相当
- 若干の差はあるが全幅は245cm、全高は313cmである。
- ホイールベース等は、いすゞ・C系の「型式の由来」項目を参照されたい。
- 製作期間後半において新製時より冷房装置が搭載されるのは、DH100Hエンジンを積載する標準のBUと、E120Hエンジン積載の高出力型のBU-Kに限られたが、直噴D920Hエンジン積載のBU-Dにおいては採用事業者によって稼動後に改造された例がみられた。

## 文献参照
- バスラマ・インターナショナル